# Сернион
Сернион (фр. Cernion) је насеље и општина у североисточној Француској у региону Шампањ-Арден, у департману Ардени која припада префектури Шарлвил Мезјер.
По подацима из 2011. године у општини је живело 58 становника, а густина насељености је износила 8,81 становника/km². Општина се простире на површини од 6,58 km². Налази се на средњој надморској висини од 285 метара.

## Демографија
| 1962. | 1968. | 1975. | 1982. | 1990. | 1999. | 2011. |
| ----- | ----- | ----- | ----- | ----- | ----- | ----- |
| 48    | 56    | 58    | 55    | 51    | 46    | 58    |

График промене броја становника у току последњих година